# ツール・ド・フランス1972
| 第59回 ツール・ド・フランス 1972 | 第59回 ツール・ド・フランス 1972         |
| -------------------------------- | ---------------------------------------- |
| 全行程                           | 20区間, 3847 km                          |
| 総合優勝                         | エディ・メルクス 108時間17分18秒         |
| 2位                              | フェリーチェ・ジモンディ +10分41秒       |
| 3位                              | レイモン・プリドール +11分34秒           |
| 4位                              | ルシアン・バンインプ +16分45秒           |
| 5位                              | ヨープ・ズートメルク +19分09秒           |
| ポイント賞                       | エディ・メルクス 196ポイント             |
| 2位                              | リック・バンリンデン 135ポイント         |
| 3位                              | ヨープ・ズートメルク 132ポイント         |
| 山岳賞                           | ルシアン・バンインプ 229ポイント         |
| 2位                              | エディ・メルクス 211ポイント             |
| 3位                              | ジョアキン・アゴスティーニョ 163ポイント |

ツール・ド・フランス1972はツール・ド・フランスとしては59回目の大会。1972年7月1日から7月23日まで、全20ステージで行われた。

## みどころ
3度目のジロ・デ・イタリアを制し、2度目のダブルツール及び、ジャック・アンクティルと並ぶ史上2人目の当大会4連覇がかかるエディ・メルクス。
対するは前年、途中までメルクスを圧倒しながら、マイヨ・ジョーヌのまま無念のリタイアを余儀なくされたルイス・オカーニャ、シリル・ギマール、ヨープ・ズートメルク、ルシアン・バンインプ、レイモン・プリドールといった面々。

## 今大会の概要
前半はギマールが健闘し、第7ステージまではマイヨ・ジョーヌを守る。また、オカーニャも2分48秒差の5位をキープし、これから本格的に始まる山岳ステージに大いに期待を持たせた。
しかしメルクスはピレネー超えの第8ステージを制し、ここでマイヨを奪取。ギマールに総合で2分33秒差をつけるが、総合3位に浮上したオカーニャは2分48秒差で続き、アルプスステージでは前年同様、メルクスとオカーニャの戦いが予想された。
アルプスステージに突入した第11・12ステージとも両者は譲らず。総合3分2秒差は変わらなかったが、第13ステージでメルクスは勝負に出る。イゾアール峠を先頭で通過したメルクスはライバルたちを完封し区間優勝。対してオカーニャはこの区間だけで1分41秒の差をつけられ、総合でも4分43秒差にまで広げられる。
さらに手を緩めることがないメルクスは二部構成となった第14ステージの前半でオカーニャに2分20秒の差をさらにつけてこの区間を制し、オカーニャはギマールにも抜かれて総合3位に転落。さらに力尽きた格好のオカーニャは同ステージ後半においてもメルクス、ギマール、ズートメルク、フェリーチェ・ジモンディらの集団についていけず、さらに5分19秒の差をつけられ総合5位に転落。そして第15ステージをもって棄権した。
激しく迫り来るオカーニャがいなくなったことでメルクスはさらに楽になったのか、第17ステージを終えた段階でギマールに7分58秒まで差を広げていた。そして第18ステージではギマールも棄権。ライバルたちが次々と戦線離脱する形となり、最終的にはやはりメルクスが圧勝。ついに史上2人目のツール4連覇。そして、2度目のダブルツール制覇を果たした。

## 総合成績
| 順位 | 選手名                       | 国籍       | チーム   | タイム       |
| ---- | ---------------------------- | ---------- | -------- | ------------ |
| 1    | エディ・メルクス             | ベルギー   | モルテニ | 108h 17' 18" |
| 2    | フェリーチェ・ジモンディ     | イタリア   |          | 10' 41"      |
| 3    | レイモン・プリドール         | フランス   |          | 11' 34"      |
| 4    | ルシアン・バンインプ         | ベルギー   |          | 16' 45"      |
| 5    | ヨープ・ズートメルク         | オランダ   |          | 19' 09"      |
| 6    | マリアーノ・マルチネス       | フランス   |          | 21' 31"      |
| 7    | イヴェ・エザール             | フランス   |          | 21' 52"      |
| 8    | ジョアキン・アゴスティーニョ | ポルトガル |          | 34' 16"      |
| 9    | ベルナール・テブネ           | フランス   |          | 37' 11"      |
| 10   | エドワード・ヤンセン         | ベルギー   |          | 42' 33"      |

### マイヨ・ジョーヌ保持者
| 選手名           | 国籍     | 首位区間                     |
| ---------------- | -------- | ---------------------------- |
| エディ・メルクス | ベルギー | プロローグ、第3(2)、第8-最終 |
| シリル・ギマール | フランス | 第1-第3(1)、第4-第7          |